# PlayOnLinux
PlayOnLinux — надстройка над Wine, которая позволяет легко устанавливать и использовать в Linux большое количество игр, разработанных для Windows. PlayOnLinux предоставляет возможность использования скриптов для установки Windows-приложений, по большей части игр.

## Основные возможности
- Использование автоматизированных скриптов для установки игр и других приложений.
- Использование отдельных префиксов для разных игр.
- Возможность использования разных версий Wine и бинарных патчей к ним для запуска разных приложений.

## Особенности
- PlayOnLinux написана на Python и Bash
- В отличие от оригинального Wine, где все приложения обычно ставятся в один префикс (~/.wine), в PlayOnLinux для каждого приложения создаётся отдельный префикс в ~/.PlayOnLinux/wineprefix.

## PlayOnMac
Существует версия PlayOnLinux для работы в macOS, которая называется PlayOnMac.